# Miyó Vestrini
Marie-José Fauvelle Ripert, más conocida como Miyó Vestrini (Nimes, Francia; 27 de abril de 1938-Caracas, Venezuela; 29 de noviembre de 1991), fue una  poeta, periodista y guionista venezolana.

## Biografía
Emigró a Venezuela siendo una niña de la mano de su madre, su hermana mayor y el segundo esposo de su madre, el escultor y pintor Renzo Vestrini, su segunda infancia transcurrió en los Andes venezolanos. Desde temprana edad se dedicó al periodismo cultural, formó parte de los grupos El Techo de la Ballena, Sardio, La República del Este en Caracas y Apocalipsis en Maracaibo. 
Fue agregada de prensa en la embajada de Venezuela en Italia, y jefa de prensa de la Cancillería de Venezuela. Condujo un programa de radio con temática literaria bajo el nombre de Al pie de la letra. En Venezuela dirigió el sector de arte del diario El Nacional, y la revista Criticarte. Como columnista, formó parte de El Diario de Caracas, La República y El Universal. Se desempeñó también como guionista de televisión. En su obra se manifiesta una constante lucha entre sus raíces francesas y el entorno latinoamericano.
Se destacaba como entrevistadora y por ello realizó una memorable entrevista a Salvador Garmendia, quien además era su amigo personal.

## Poesía de Miyó Vestrini
Su poesía es intensa y explosiva. Sus trabajos en prosa se destacan por ser densos y desenvolverse en varios planos de conflicto. Su poesía y su prosa muestran un mismo carácter agreste, y una forma audaz de expresarse. Utiliza el lenguaje irónico, directo, que expresa a veces un alto contenido de cinismo. Sobre ella Enrique Hernández D'Jesús expresó: «Miyó fue una mujer suicida y eso tiene que ver con su poesía, porque es una poesía muy desgarrada, llena de ese mundo de protesta, reclamo [...]».

## Temas
Abordó diversas temáticas en sus obras. Representa la voz urbana de una mujer inmersa en la modernidad, en sus posibilidades y limitaciones. Su poesía construye un vínculo entre la memoria y la verdad de lo cotidiano. En sus versos la tensión es perceptible, la muerte se presenta como una posibilidad real y salvadora, e incluso anhelada.

## Muerte
Atormentada por sus propias inquietudes y ansiedades, decidió suicidarse el 29 de noviembre de 1991. Ingirió una alta cantidad de Rivotril (ansiolítico y anticonvulsivo), lo que desencadenó una sobredosis que le quitó la vida.

## Obra

### Poesía
- Las historias de Giovanna (1971)
- El invierno próximo (1975)[10]
- Pocas virtudes (1986)
- Valiente ciudadano (1994) (Póstumo).
- Todos los poemas (Póstumo. Primera edición,1994. Segunda edición, 2013)
- Es una buena máquina (Póstumo, 2014).[11]

### Narrativa
- Órdenes al corazón (Póstumo, 2001)[12]

### Biografías
- Más que la hija de un presidente: Sonia Pérez (1979)[13]
- Isaac Chocrón frente al espejo (1980)[14]
- Salvador Garmendia, pasillo de por medio (Póstumo, 1994)[15]

### Entrevistas literarias
- Al filo (2015)[1]

## Sobre su obra
- Miyó Vestrini, el encierro del espejo (2002)[16]
- Miyó Vestrini (2008)[17]
- Estados del cuerpo y de la lengua:Los malestares de Miyó Vestrini (2008)[18]
- El Salmón, Apocalipsis (2010)[19]
- Antología de la conmoción, Apuntes sobre Al filo (2016)[20]
- Habitación propia, Al filo el periodismo poético de Miyó Vestrini. (2017)[21]